# پارتیشن قابل حمل

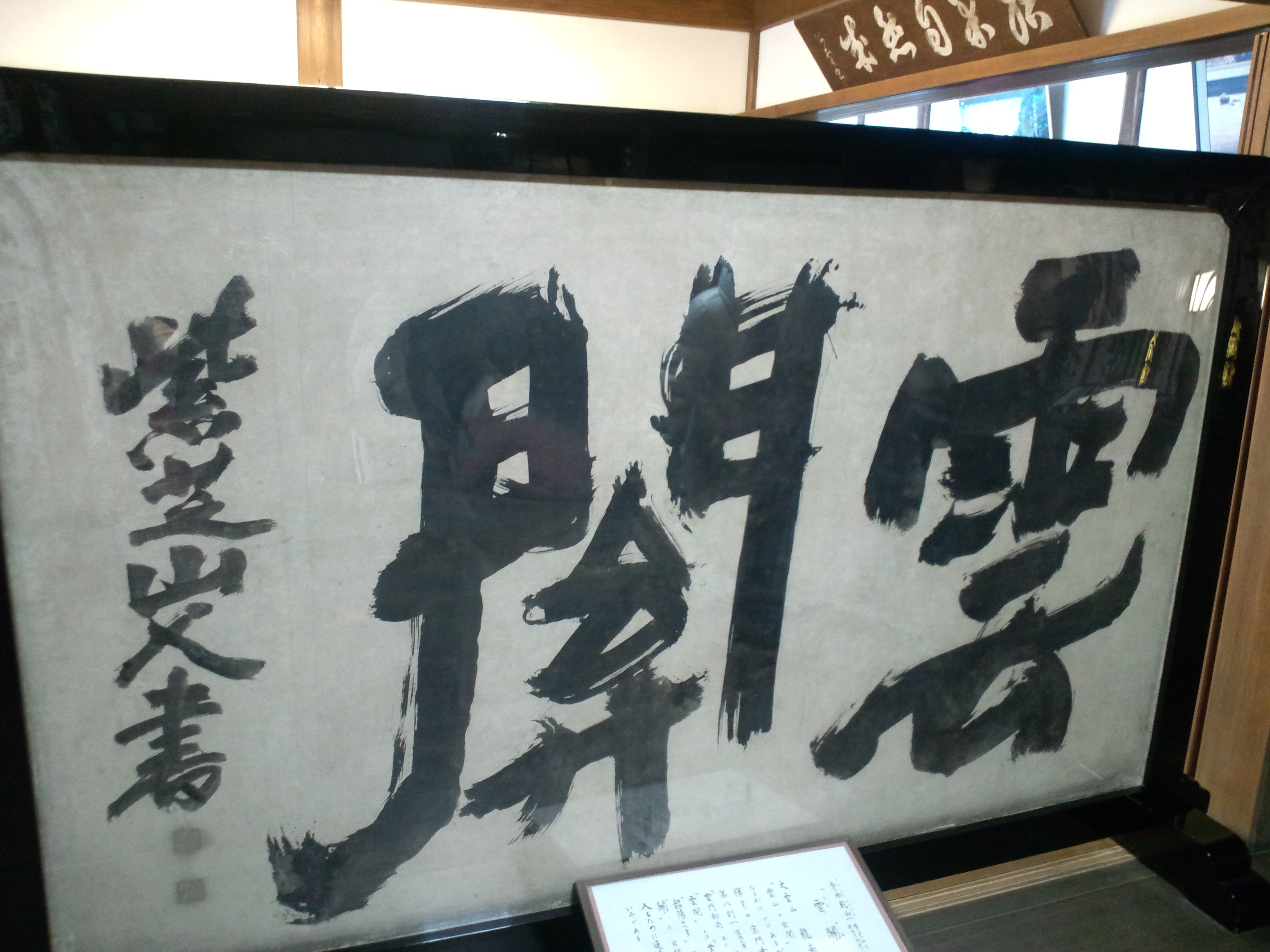
نوعی پارتیشن برای تقسیم فضای داخلی.

پارتیشن‌های قابل حمل (به انگلیسی: Portable Partition) شکلی از دیوارهای موقت هستند که برای تقسیم اتاق‌ها به جای دیوارهای دائمی عمل می‌کنند. آن‌ها را می‌توان بخش به بخش به یکدیگر متصل کرد یا بسته به سازنده به عنوان یک یونیت در دسترس باشد. دیوارهای قابل حمل ممکن است ثابت یا روی چرخ‌های چرخ‌دار برای غلتاندن باشند، در حالی که بقیه ممکن است جداکننده‌های اتاق تاشو، بازشو یا به سبک آکاردئونی باشند.
دیوارهای قابل حمل بر خلاف جداکننده‌های اتاق معلق آکاردئونی و پرده‌ها، میله‌ها و پرده‌ها معمولاً به کف یا سقف متصل نمی‌شوند. آن‌ها با کیوبیکل‌های اداری سنتی متفاوت هستند زیرا دیوارهای قابل حمل اغلب بر خلاف یک فضای کاری دائمی، عملکردی موقت دارند، مانند استفاده برای نمایشگاه‌های هنری، کلاس‌های درس، مناطق تریاژ، نمایش نمایشگاه تجاری و موارد مشابه.
بسته به سازنده، دیوارهای قابل حمل ممکن است روی هم چیده شوند، تا شونده یا روی چرخ سوار باشند، که امکان جابجایی و سهولت انبار کردن را فراهم می‌کنند. پارتیشن دیواری قابل حمل دارای دو عضو پانل کامل انتهایی است که پشتیبانی، استحکام و حفظ حریم شخصی را فراهم می‌کند. برخی از آن‌ها قابلیت کاهش نویز را ارائه می‌دهند.
پارتیشن‌های قابل حمل برای تقسیم سریع فضا در جایی که جداکننده‌های اتاق دائمی غیر متحرک ممکن است در دسترس یا غیر قابل اجرا باشند، استفاده می‌شود. آن‌ها همچنین ممکن است به عنوان یک محدودکنندۀ دید مناسب برای پنهان کردن بازشوی درهای سرویس‌های بهداشتی، آشپزخانه‌های تجاری و سایر اتاق‌های پشتی استفاده شوند.
پارتیشن‌های قابل اجرا یا دیوارهای پارتیشن تاشو شامل یک سری پانل‌های به هم پیوسته هستند که از یک ریل بالای سر معلق هستند. هنگامی که گسترش می‌یابند به عنوان درزگیر در کف، دیوار و سقف برای جداسازی صوت استفاده می‌شوند. وقتی جمع می‌شوند، روی دیوار، سقف، کمد یا کیسۀ سقفی پشته می‌شوند.

## تفاوت پاراوان با پارتیشن

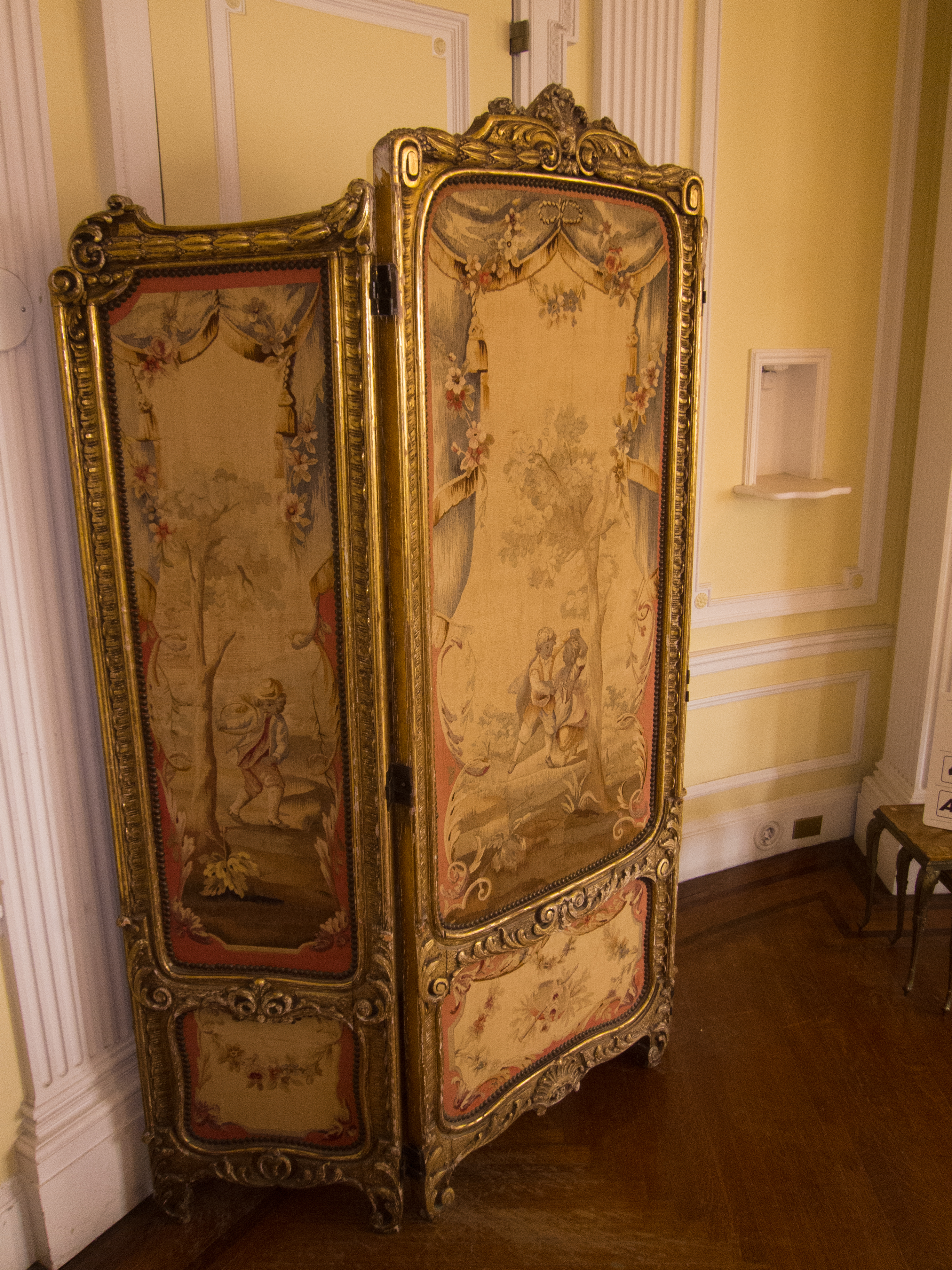
یک مدل پاراوان

پاراوان یک واژه‌ی فرانسوی به معنی لغویِ جدا کننده است. در انگلیسی نیز به آن Room divider (تقسیم کننده‌ی اتاق) گفته می‌شود. پاراوان منعطف و قابل جابجایی است در حالی که پارتیشن ثابت می‌باشد. از دیگر تفاوت‌های پاراوان با پارتیشن ثابت در اجناس به کار رفته در ساخت آن‌ها است. در پاراوان اجناس سبک‌تر و نازک‌تر همچون ورقه‌های چوبی نازک یا حتی پارچه‌های مختلف ساخته می‌شوند. و تنوع بیشتر طرح و نقش در پاراوان‌ها نیز از دیگر تفاوت‌های آن‌ها با پارتیشن ثابت است.